# Јордан на Светском првенству у атлетици на отвореном 2019.
Јордан је учествовао на 17. Светском првенству у атлетици на отвореном 2019. одржаном у Дохи од 27. септембра до 6. октобра шеснаести пут. Репрезентацију Јордана представљао је 1 такмичар који се такмичио у трци 800 метара.,
На овом првенству такмичарк Јордан није освојио ниједну медаљу нити је остварио неки резултат.

## Учесници
Мушкарци:
- Самер Али Салех ал-Јохар — 800 м

## Резултати

### Мушкарци
| Атлетичар                | Дисциплина | Лични рекорд | Квалификације   | Квалификације   | Полуфинале           | Полуфинале           | Финале               | Финале               | Детаљи |
| Атлетичар                | Дисциплина | Лични рекорд | Резултат        | Место           | Резултат             | Место                | Резултат             | Место                | Детаљи |
| ------------------------ | ---------- | ------------ | --------------- | --------------- | -------------------- | -------------------- | -------------------- | -------------------- | ------ |
| Самер Али Салех ал-Јохар | 800 м      | 1:52,10      | Дисквалификован | Дисквалификован | Није се квалификовао | Није се квалификовао | Није се квалификовао | Није се квалификовао |        |